# Albert Arthur Allen
Pour les articles homonymes, voir Allen.
Albert Arthur Allen, né à Grafton le 8 mai 1886 et mort le 25 janvier 1962, est un photographe et réalisateur américain.

## Filmographie partielle
- 1927 : Forbidden Daughters